# Hauptfriedhof Karlsruhe

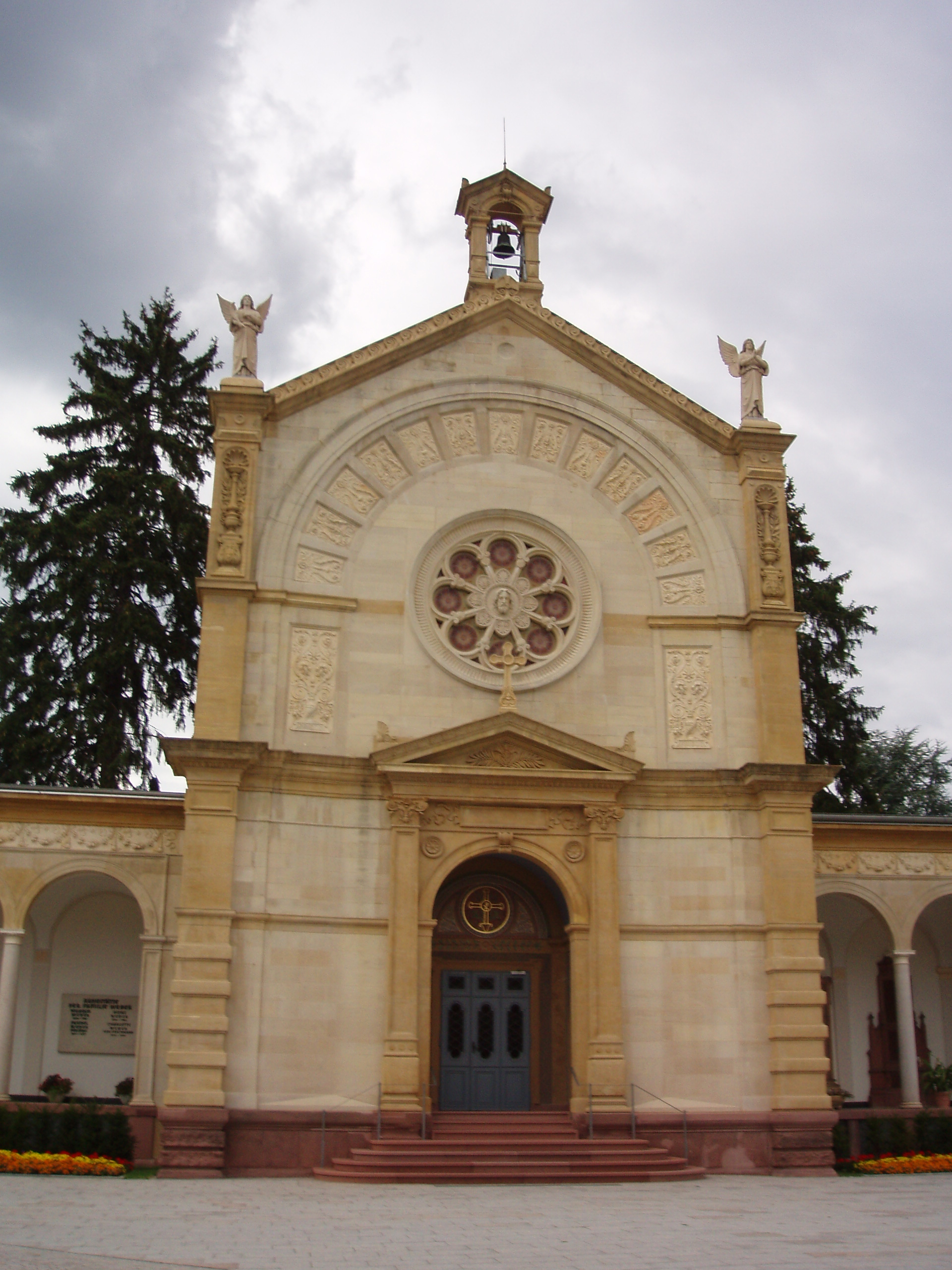
Capela

O Hauptfriedhof Karlsruhe (Cemitério Principal de Karlsruhe), localizado em Karlsruhe, é o mais antigo cemitério comunal alemão erigido como parque, construído em 1873 pelo arquiteto Josef Durm.

## Local
Avenidas curvas ladeadas por plátanos ao invés de eixos rígidos determinaram a concepção inovativa do cemitério-parque. Enquanto nos caminhos principais localizavam-se os principais monumentos, os túmulos mais simples estavam menos visíveis atrás de cercas. Em local mais elevado está o antigo crematório, atualmente capela para funerais em pequenos círculos familiares.
No cemitério há um campo reservado para muçulmanos.
Junto a ele há também um cemitério judaico ortodoxo e outro liberal.

## Personalidades
- A–D
  - Engelbert Arnold (1856–1911), engenheiro
  - Klaus Arnold (1928–2009), pintor e professor universitário
  - Hermann Baisch (1846–1894), pintor
  - Hermann Baumeister (1867–1944), pintor
  - Reinhard Baumeister (1833–1917), engenheiro
  - Traugott Bender (1927–1979), político
  - Hermann Billing (1867–1946), arquiteto
  - Adolf Boettge (1848–1913), músico
  - Karl Braun (1902–1937), motociclista
  - Hans Bunte (1848–1925), químico
  - Karl Delisle (1827–1909), jurista e político
  - Eduard Devrient (1801–1877), ator, cantor e diretor teatral
  - Ludwig Dill (1848–1940), pintor
  - Karl Drais (1785–1851), construtor da draisiana, antecessora da bicicleta moderna
  - Arthur Drews (1865–1935), filósofo e escritor
  - Josef Durm (1837–1919), arquiteto e professor universitário
  - Leopold Durm (1878–1919), pintor e médico, filho de Josef Durm

- E–J
  - Carl Egler (1896–1982), escultor
  - Ludwig Egler (1894–1965), compositor e escritor
  - Willi Egler (1887–1953), pintor
  - Friedrich Engesser (1848–1931), engenheiro
  - Carl Engler (1842–1925), químico
  - Wilhelm Engler (1880–1958), jurista
  - Rudolf Fettweis (1881–1956), conselheiro da Badenwerk AG
  - Kunigunde Fischer (1882–1967), política
  - Hermann Föry (1879–1930), escultor
  - Robert Gerwig (1820–1885), engenheiro ferroviário
  - Franz Grashof (1826–1893), engenheiro mecânico e professor universitário
  - Franz Gurk (1898–1984), jurista e político
  - Josef Heinrich (1879–1955), político e Oberbürgermeister de Karlsruhe em 1945
  - Johann Heinrich Jung-Stilling (1740–1817), oftalmologista, economista e escritor
  - Wilhelm Hempfing (1886–1948), pintor
  - Julius Jolly (1823–1891), político de Baden

- K–Q
  - Johann Wenzel Kalliwoda (1801–1866), compositor
  - Herbert Kitzel (1928–1978), artista
  - Wilhelm Klose (1830–1914), pintor e mecenas
  - Günther Klotz (1911–1972) de 1952 a 1970 Oberbürgermeister de Karlsruhe
  - Heinrich Köhler (1878–1949), político
  - Vinzenz Lachner (1811–1893), compositor e dirigente
  - Hanne Landgraf (1914–2005), política
  - Heinrich Lang (1824–1893), arquiteto
  - Wilhelm Florentin Lauter (1821–1892), de 1870 a 1892 Oberbürgermeister de Karlsruhe
  - Otto Lehmann (1855–1922), físico
  - Carl Friedrich Lessing (1808–1880), pintor
  - Wilhelm Lorenz (1842–1926), industrial
  - Wilhelm Lübke (1826–1893), historiador da arte
  - Jakob Malsch (1809–1896), de 1848 a 1870 Oberbürgermeister de Karlsruhe
  - Karl Mathy (1807–1868), jornalista e político
  - Heinrich Meidinger (1831–1905), físico
  - Willi Müller-Hufschmid (1890–1966), pintor
  - Theodor Nöldeke (1836–1930), orientalista
  - Wilhelm Nokk (1832–1903), jurista e político
  - Friedrich Ostendorf (1871–1915) arquiteto e professor universitário

- R–T
  - Ferdinand Redtenbacher (1809–1863), engenheiro
  - Theodor Rehbock (1864–1950), engenheiro
  - Adam Remmele (1877–1951), político
  - Toni Rothmund (1877–1956), lírica e jornalista
  - Carl Schäfer (1844–1908), arquiteto e professor universitário
  - Josef Schmitt (1874–1939), político
  - Karl Schnetzler (1846–1906), de 1892 a 1906 Oberbürgermeister de Karlsruhe
  - Gustav Schönleber (1851–1917), pintor
  - Robert Schwebler (1926–2012), economista
  - Karl Siegrist (1862–1944), de 1906 a 1919 Oberbürgermeister de Karlsruhe
  - Carl Steinhäuser (1813–1879), escultor
  - Emil Sutor (1888–1974), escultor
  - Ulli Thiel (1943–2014), professor
  - Hans Thoma (1839–1924), pintor
  - Gabriele Thome (1951–2003), professora de filologia
  - Wilhelm Trübner (1851–1917), pintor e professor da Karlsruher Kunstakademie
  - Ludwig Turban (1857–1930), jurista e político

- U–Z
  - Hermann Veit (1897–1973), jurista e político
  - Hermann Volz (1847–1941), escultor
  - Arthur von Brauer (1845–1926), político e jurista
  - Berthold von Freydorf (1820–1878), general
  - Karl Wilhelm Eugen von Freydorf (1781–1854), militar
  - Rudolf von Freydorf (1819–1882), político
  - Edgar von Gierke (1877–1945), patologista
  - Egon von Neindorff (1923–2004), hipista
  - Joseph Victor von Scheffel (1826–1886), poeta
  - Friedrich von Weech (1837–1905), historiador
  - Karl Weltzien (1813–1870), químico
  - Karl Wolf (1912–1975), esportista
  - Ernst Würtenberger (1868–1934), pintor
  - Wolfgang Zeidler (1924–1987), juiz

## Imagens

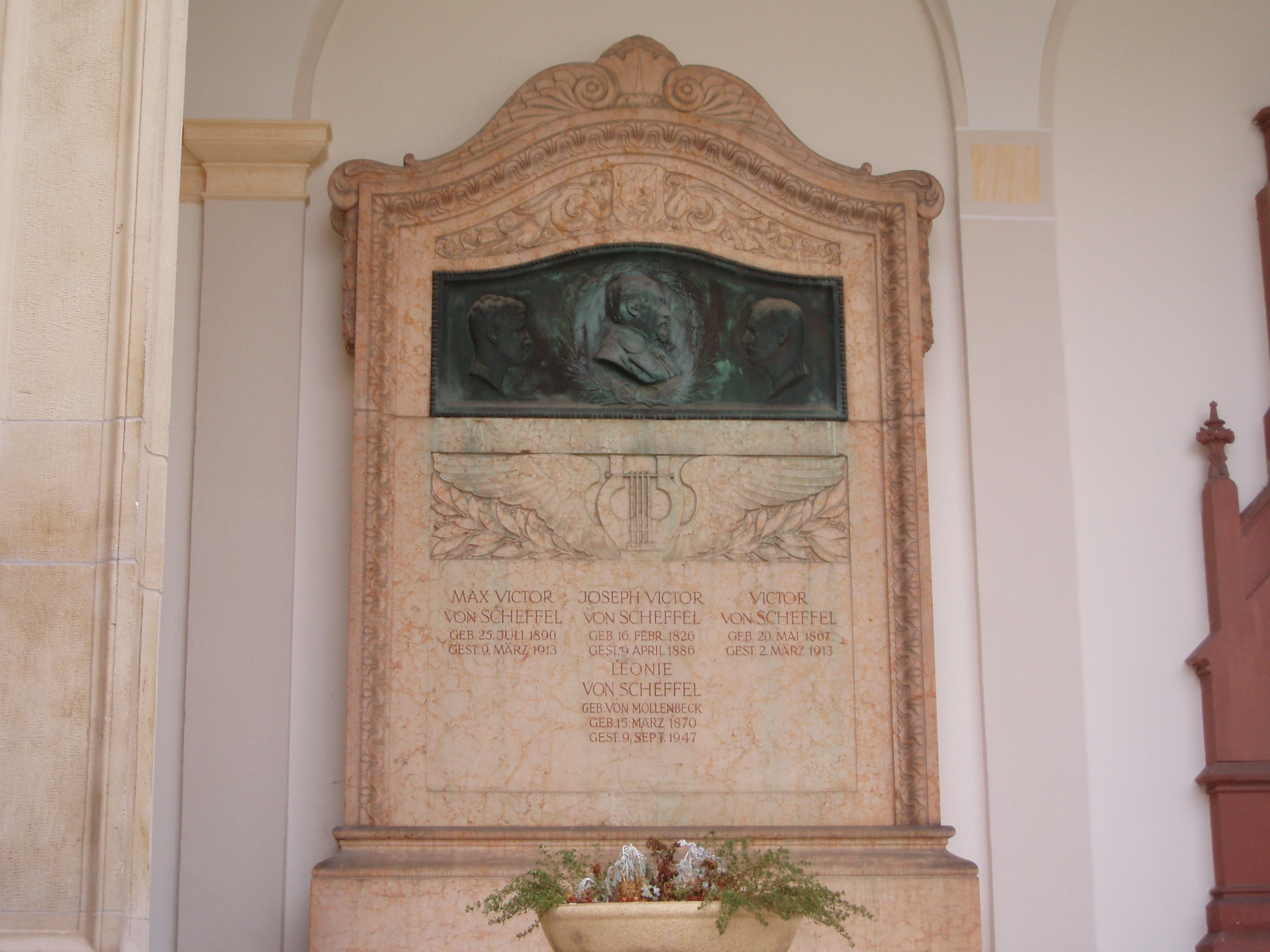
Placa sepulcral da família Scheffel
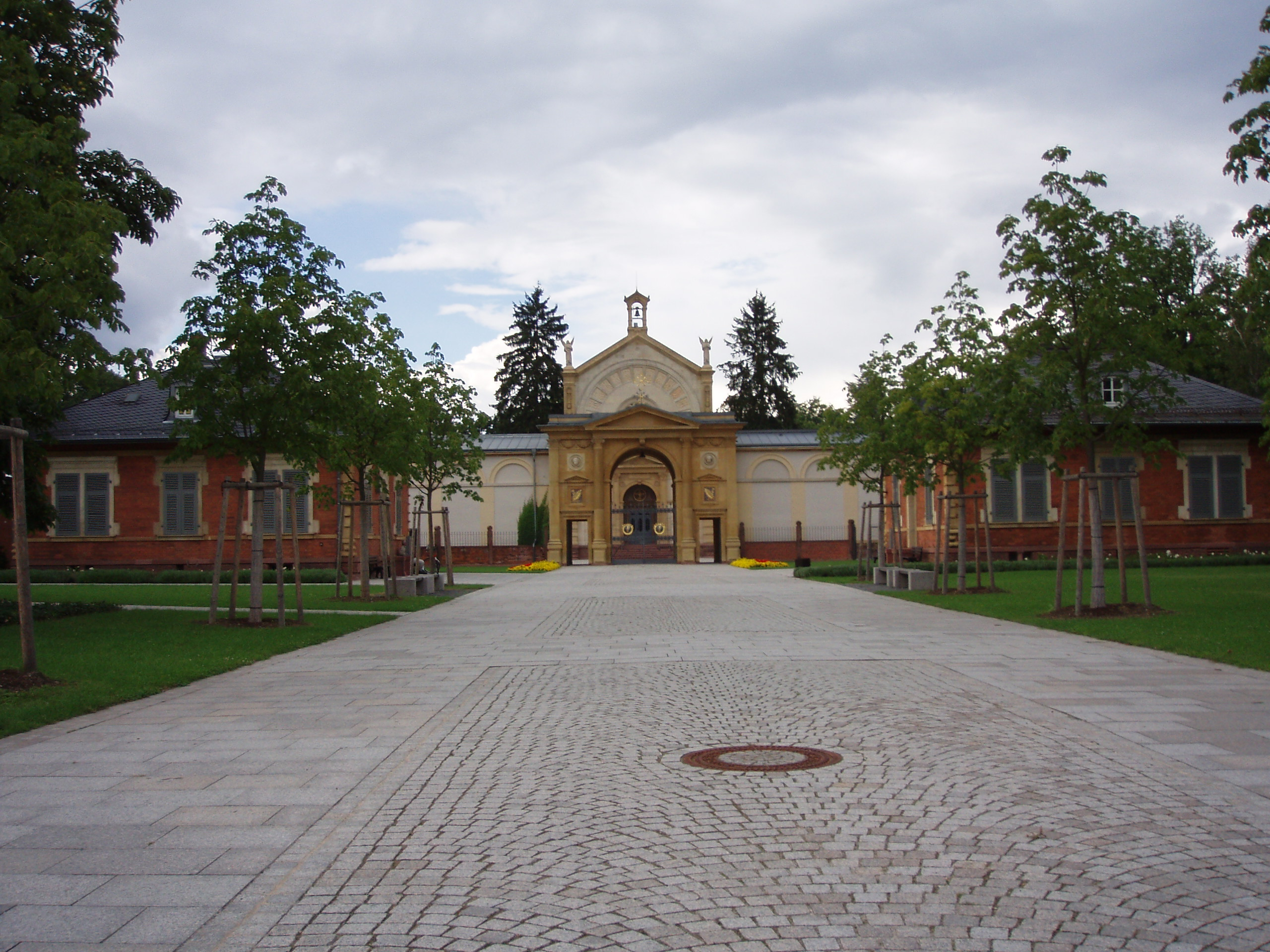
Acesso principal
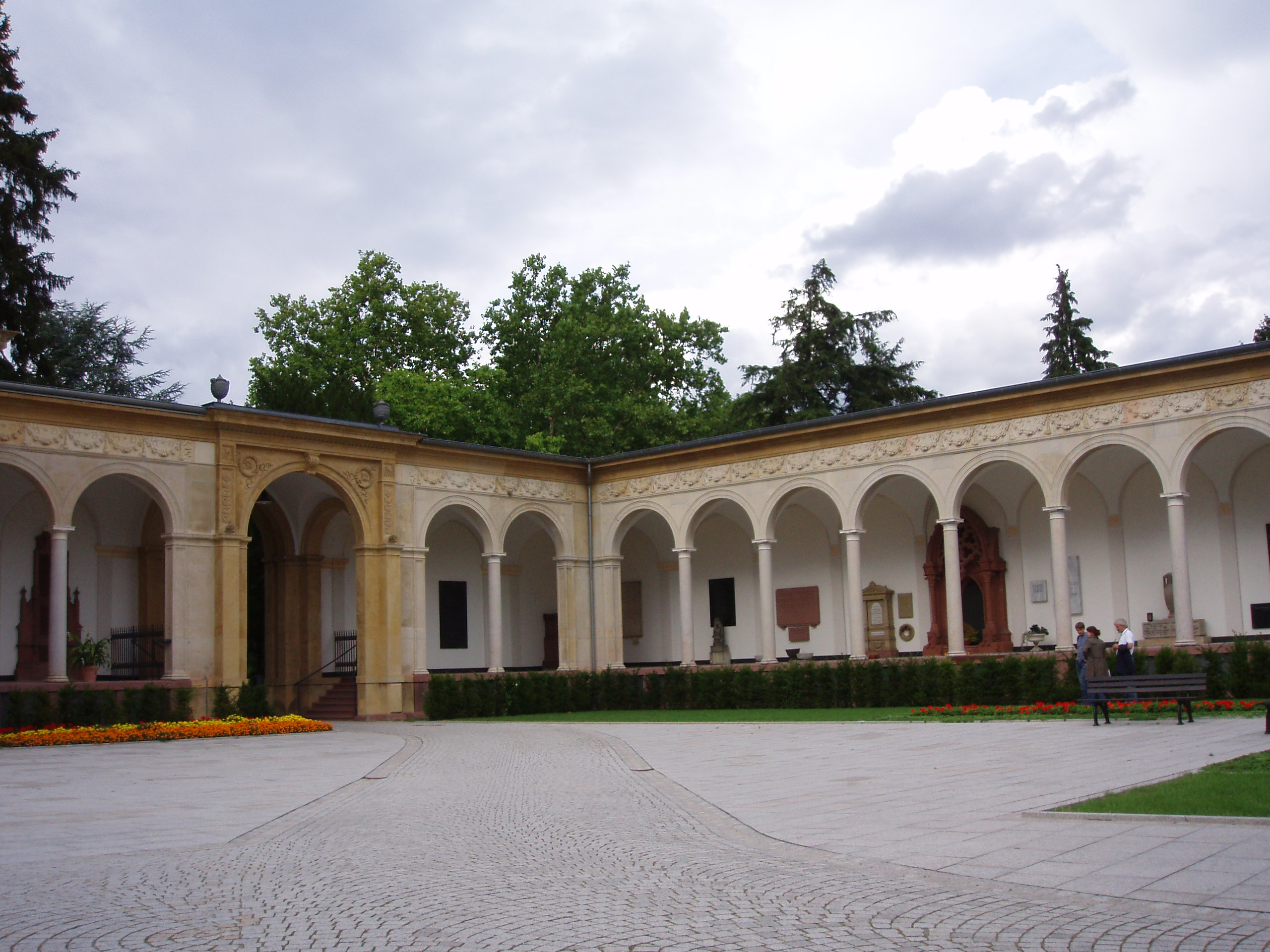
Campo Santo
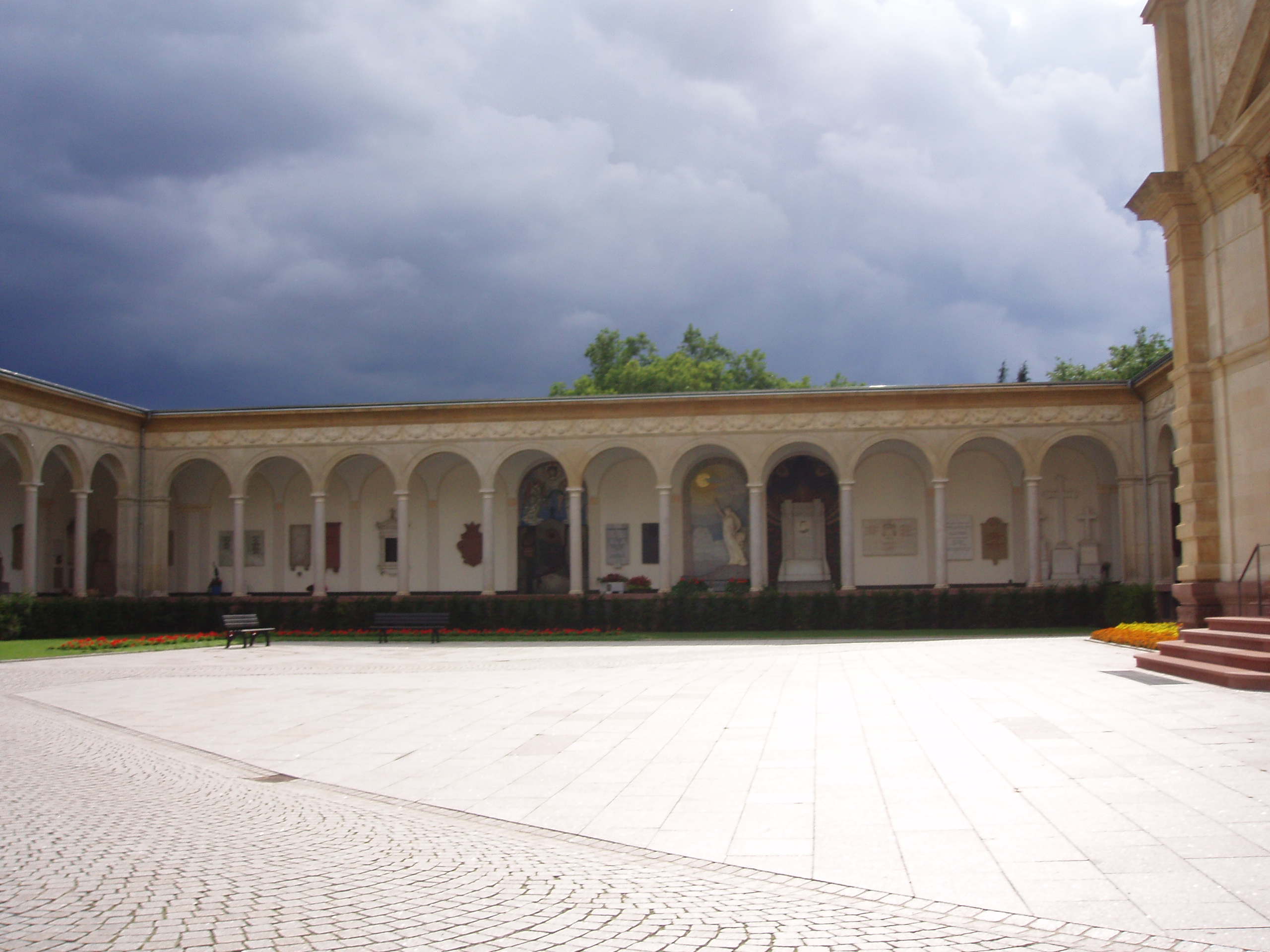
Campo Santo
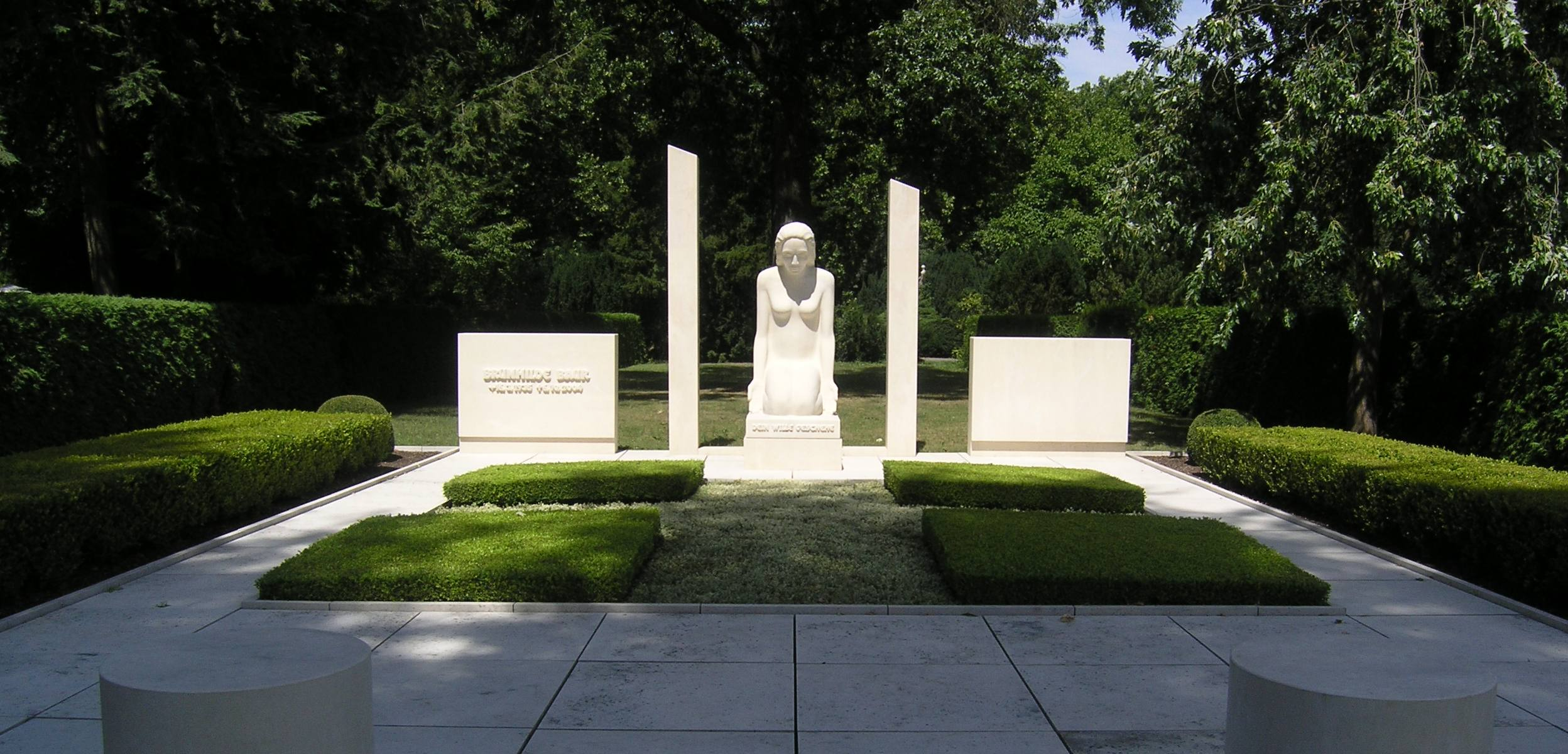
Sepultura de Brunhilde Baur
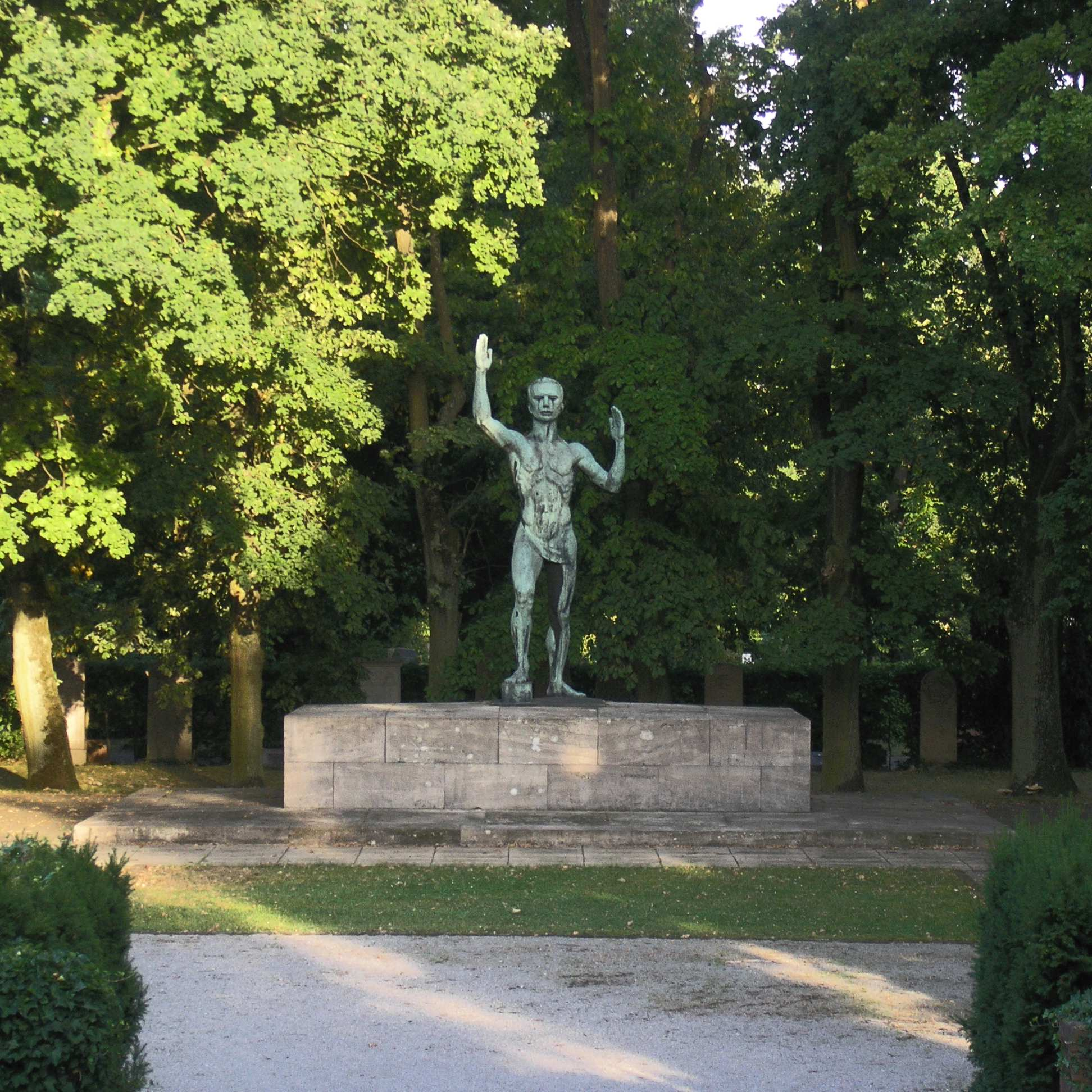
Monumento aos mortos na Primeira Guerra Mundial
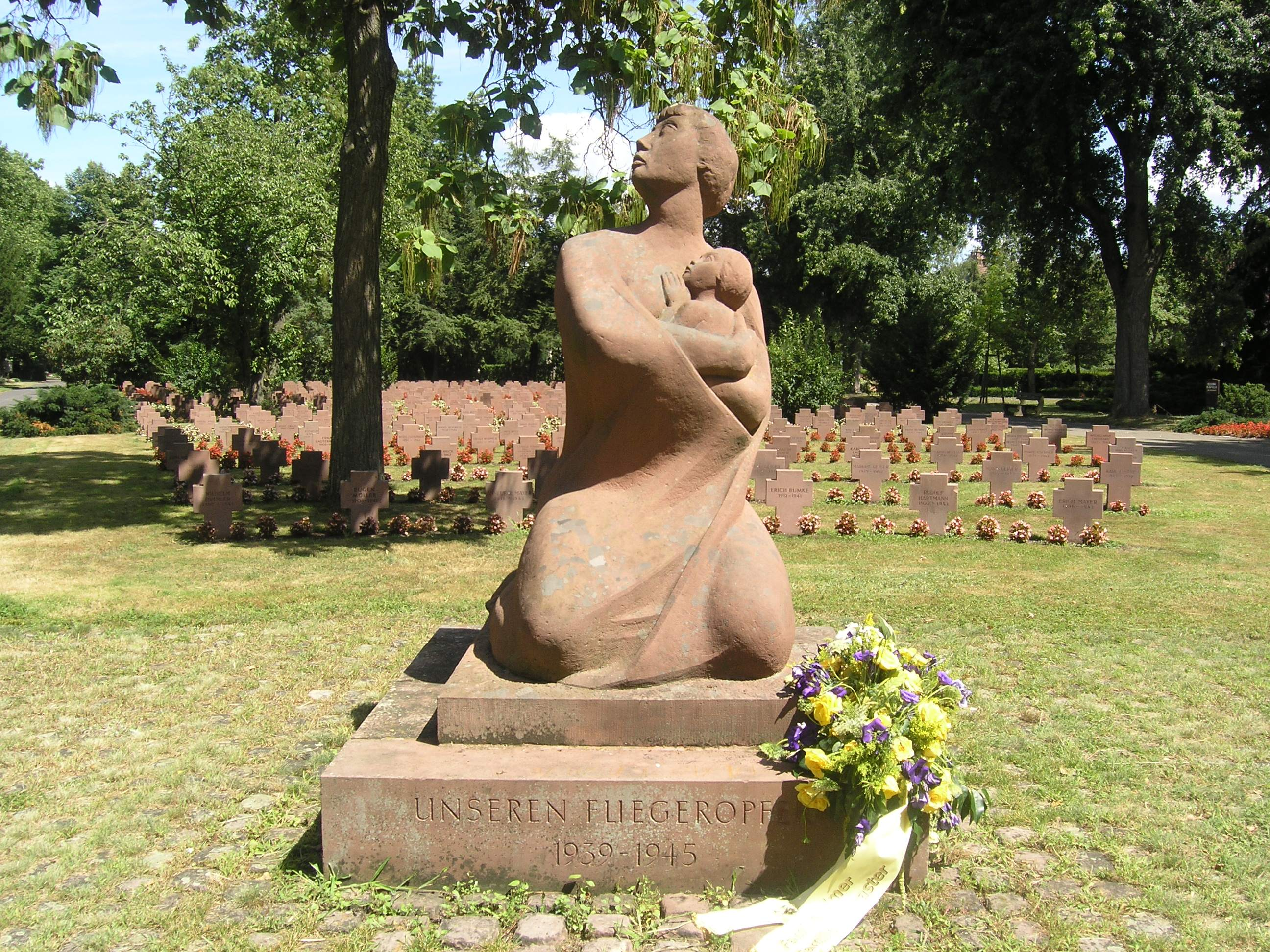
Monumento às vitimas dos ataques aéreos da Segunda Guerra Mundial
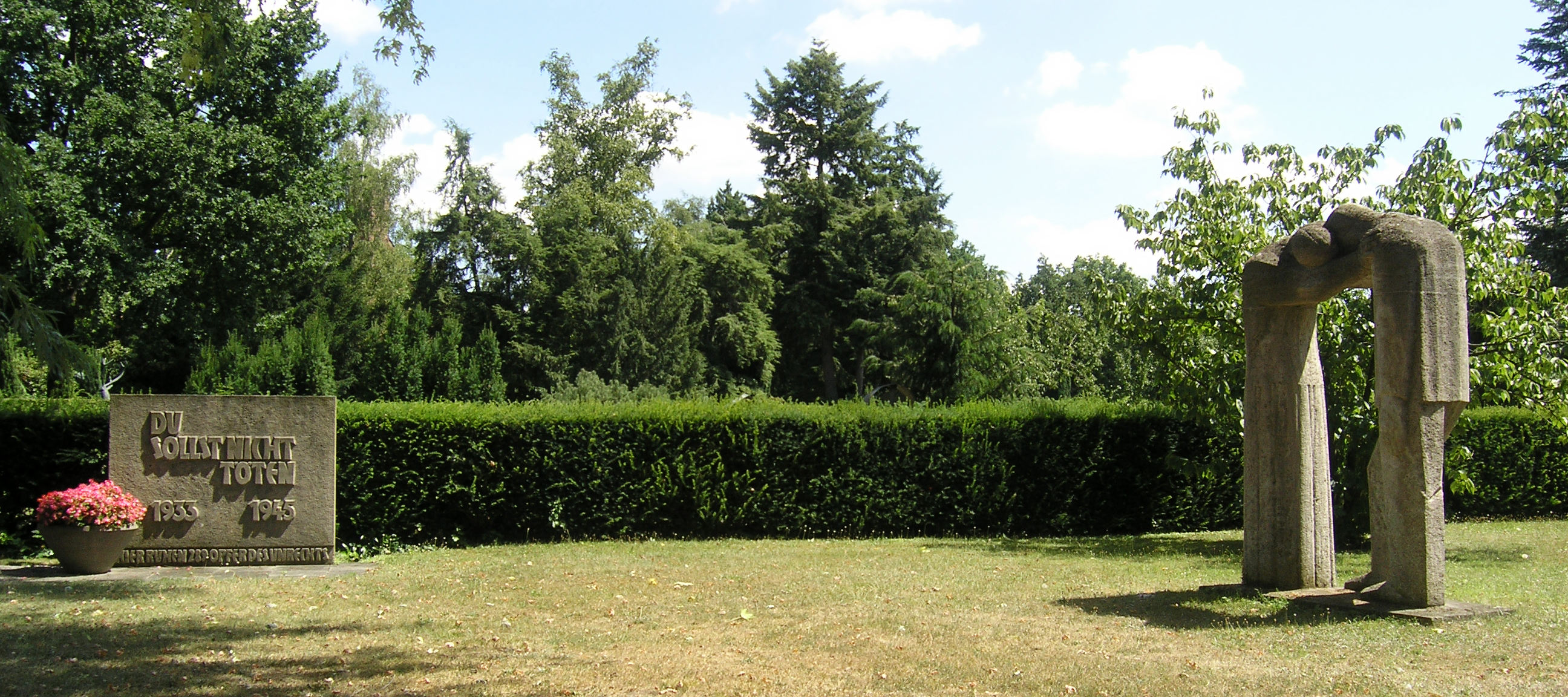
Monumento às vitimas do programa de eutanásia nazista